# Unione Sportiva Rovereto 1950-1951
Questa voce raccoglie le informazioni riguardanti l'Unione Sportiva Rovereto nelle competizioni ufficiali della stagione 1950-1951.

## Rosa
| N. |                   | Ruolo | Calciatore          |
| -- | ----------------- | ----- | ------------------- |
|    | Italia (bandiera) | C     | I. Allodi           |
|    | Italia (bandiera) | A     | B. Anastasi         |
|    | Italia (bandiera) | D     | Valentino Benassuti |
|    | Italia (bandiera) | A     | G. Benedini         |
|    | Italia (bandiera) | D     | F. Bertagnini       |
|    | Italia (bandiera) | D     | L. Bicelli          |
|    | Italia (bandiera) | C     | W. Del Negro        |
|    | Italia (bandiera) | P     | D. Fiandri          |

| N. |                   | Ruolo | Calciatore      |
| -- | ----------------- | ----- | --------------- |
|    | Italia (bandiera) | A     | Antonio Fimiani |
|    | Italia (bandiera) | C     | D. Franchini    |
|    | Italia (bandiera) | C     | G. Gobbi        |
|    | Italia (bandiera) | D     | A. Mariotto     |
|    | Italia (bandiera) | A     | L. Montanari    |
|    | Italia (bandiera) | C     | R. Pezzo        |
|    | Italia (bandiera) | D     | G. Santoni      |